# St.-Candidus-Kirche (Kentheim)

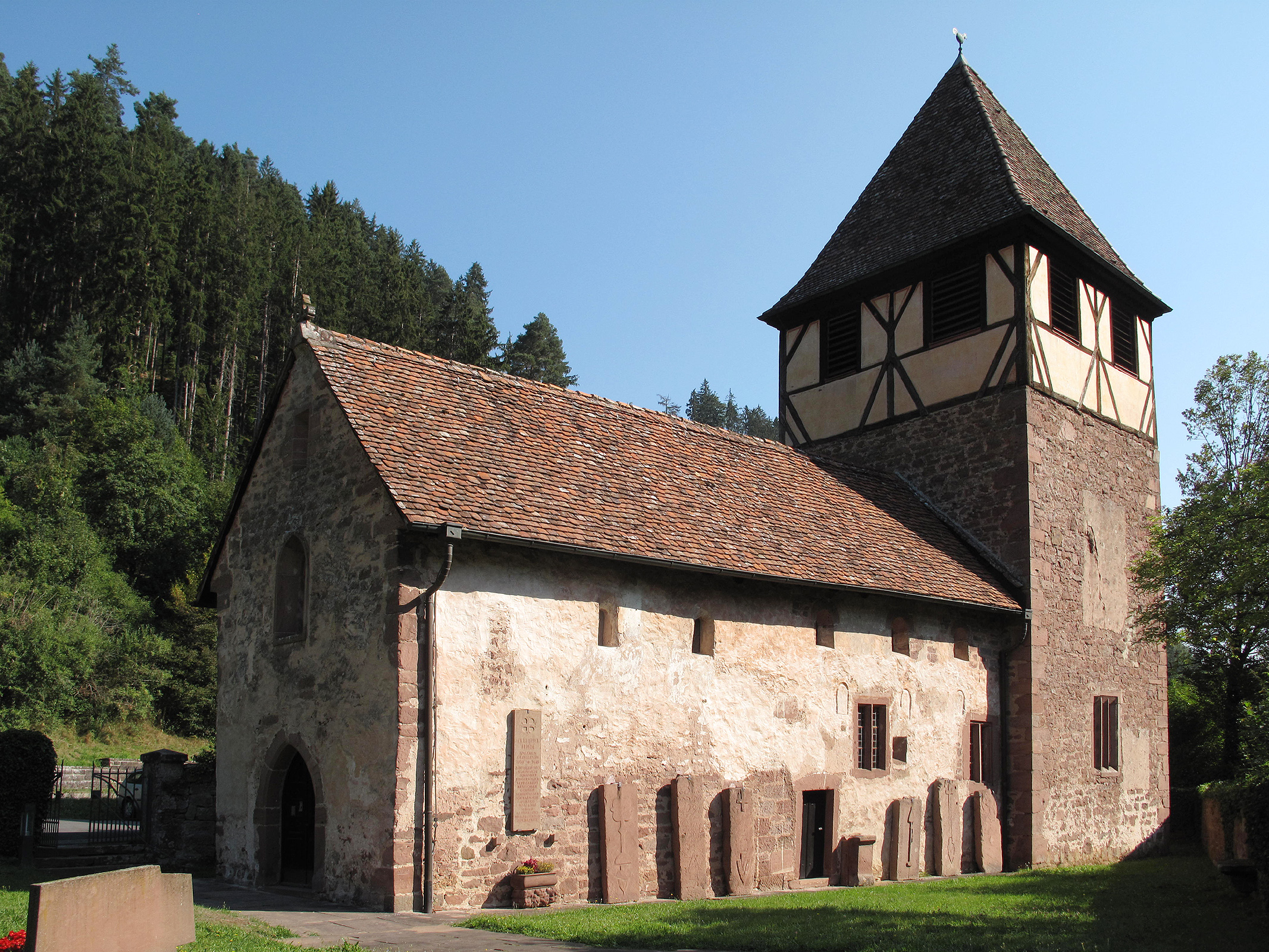
Candiduskirche Kentheim

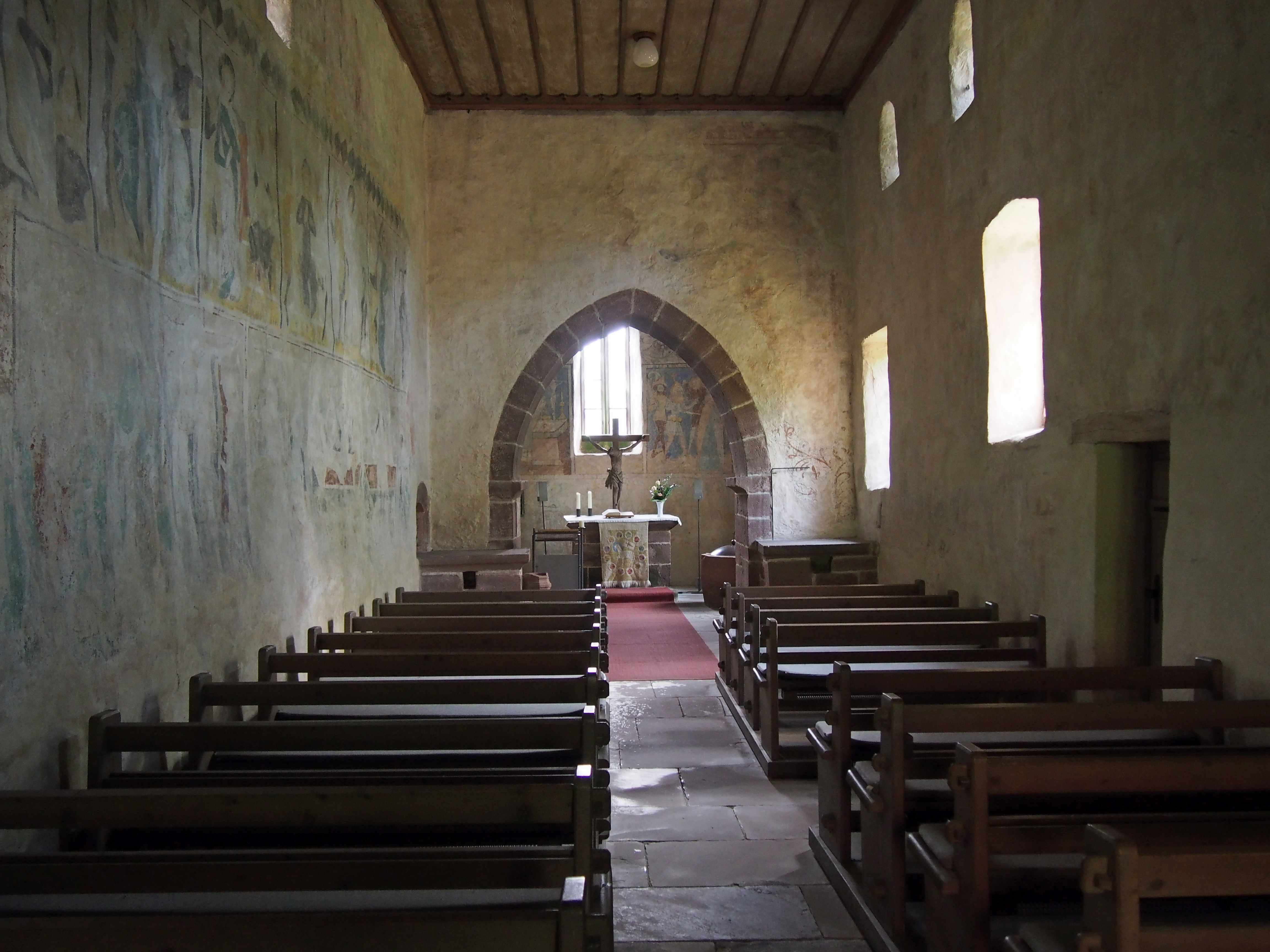
Innenraum

Die evangelische St.-Candidus-Kirche in Kentheim, einem Stadtteil von Bad Teinach-Zavelstein im Landkreis Calw, ist frühromanischen Ursprungs und eine der ältesten Kirchen Süddeutschlands. Ihr Namenspatron ist der Märtyrer Candidus. Sie ist eine von vier Kirchen der Kirchengemeinde Zavelstein.

## Entstehungsgeschichte
Ein Vorläuferbau der St.-Candidus-Kirche in Kentheim wurde vermutlich bereits zu Beginn des 9. Jahrhunderts auf Veranlassung des Klosters Reichenau als Einsiedelei errichtet. 1075 werden Kentheim, Sommenhardt und andere Weiler an das nur 6 km talabwärts entfernte Kloster Hirsau übergeben. „Da im 12. Jh. in Kentheim Schwestern zum hl. Candidus nachgewiesen sind, ist zu vermuten, daß die Hirsauer Nonnen nach Kentheim übersiedelt worden sind. […] Noch zu Beginn des 13. Jh. ist das Nonnenkloster aufgehoben worden; bald darauf wurde St. Candidus zur Pfarrkirche von Kentheim“ und zur Pfarrkirche für 14 neu entstandene Dörfer auf den umliegenden Schwarzwaldhöhen des Nagold- und Teinachtals umgebaut. 1450 ging dieser Pfarrsitz an das Städtlein Zavelstein über. „Daß der Friedhof bis ins 16. Jh. hinein zahlreichen umliegenden Gemeinden mitdiente, spricht für die Bedeutung der Pfarrei.“ Im Zuge der Reformation um 1540 verliert die Kentheimer Kirche an Bedeutung; sie wird weitgehend als Totenkirche benutzt. Seit einigen Jahren finden wieder regelmäßig Gottesdienste, Trauungen und Konzerte statt.

## Außenansicht der Kirche
Nahe der Nagold, umgeben von einer Rasenfläche und einer steinernen Umfassungsmauer, liegen die St.-Candidus-Kirche und ein kleiner Friedhof. Wie viele der Kirchen des ausgehenden 10. Jahrhunderts war auch die Kentheimer ursprünglich eine einschiffige Saalkirche mit Holzbalkendecke. Die Nutzung als Gemeindekirche (nach 1450) führte zu einer Verlängerung im Westen und damit zu einem Innenraum von etwa 22 Meter Länge und einer Breite von 4,50 Meter. „Auch konnte festgestellt werden, daß — offenbar anläßlich der Verlängerung des Langhauses — das Niveau des Fußbodens wahrscheinlich wegen Überschwemmungsgefahr um 1,20 m erhöht worden ist.“
Im heutigen Erscheinungsbild der Kirche sind die Veränderungen durch Erweiterungen und Restaurierungen deutlich sichtbar. So sind an den Außenwänden frühromanische und gotische Elemente zu sehen, wenn auch manchmal nur durch Linien im Putz angedeutet.

### Westseite
An der teilweise verputzten Westseite sind ein gotisch geformter Haupteingang und zwei übereinander liegende Fenster, alle in Sandstein gefasst.

### Südseite
Neben und über der viereckigen Eingangspforte liegen Fensteröffnungen aus verschiedenen Bauphasen. Zum Teil sind sie vermauert oder nur im Putz angedeutet.
Besonders auffällig sind sechs rechteckige Grabsteine, die links und rechts der Kirchenpforte der Südwand befestigt sind. Nur eine Steinplatte hat eine Inschrift: „Im Jahre des Herrn 1447 starb Margreta Meyr von Holzgerlingen am Tage der heiligen Emerentiana, möge ihre Seele im Frieden ruhen.“ (Die Inschrift ist ins Deutsche übersetzt.)
Fünf weitere Grabsteine zeigen Pflugscharsymbole, Standeszeichen von Bauern. Auf drei Grabsteinen sind zusätzlich Kreuzsymbole vorhanden, einmal von einer baumartigen Struktur überformt. Im umgebenden Siedlungsraum gibt es nirgendwo ähnliche Grabsteine. Man kann annehmen, dass sie Überbleibsel von Bestattungen auf dem Kentheimer Kirchhof sind. Eine sichere Datierung ist jedoch kaum möglich.
Zwei weitere Grabsteine befinden sich im Inneren der Kirche.

### Ostseite
Bildeten Kirchenschiff und Chor zusammen den ursprünglichen Bau in Rechteckform, so ist im Osten der Chorturm mit einem massiven Bruchsteinmauerwerk, Eckverquaderung und Fachwerkgeschoss besonders auffällig. Der Turm war bei der Verlängerung der Kirche über einem Tonnengewölbe aufgesetzt worden und hat erst seit der Restaurierung von 1956 durch Architekt Rudolf Lempp und seit der Abnahme der alten Bretterverschalung seine heutige Gestalt. Dazu wurde das alte Satteldach abgenommen und durch ein steiles Zeltdach ersetzt.

### Nordseite
An der Nordseite ist eine zum Teil zugemauerte Pforte mit zwei aufrecht stehenden Sandsteinpfeilern und einem Dreiecktürsturz sichtbar, deren unterer Teil im Erdboden steckt. Daneben sind Reste der ehemaligen Außenbemalung und Konturlinien vermauerter romanischer Fenster im Wandputz sichtbar. Die Sakristei ist wohl im 14. Jahrhundert entstanden. Darauf weist deren gotische Eingangspforte im Chor hin. An ihrer westlichen und östlichen Ecke sind unterhalb der Dachtraufe Neidköpfe angebracht.

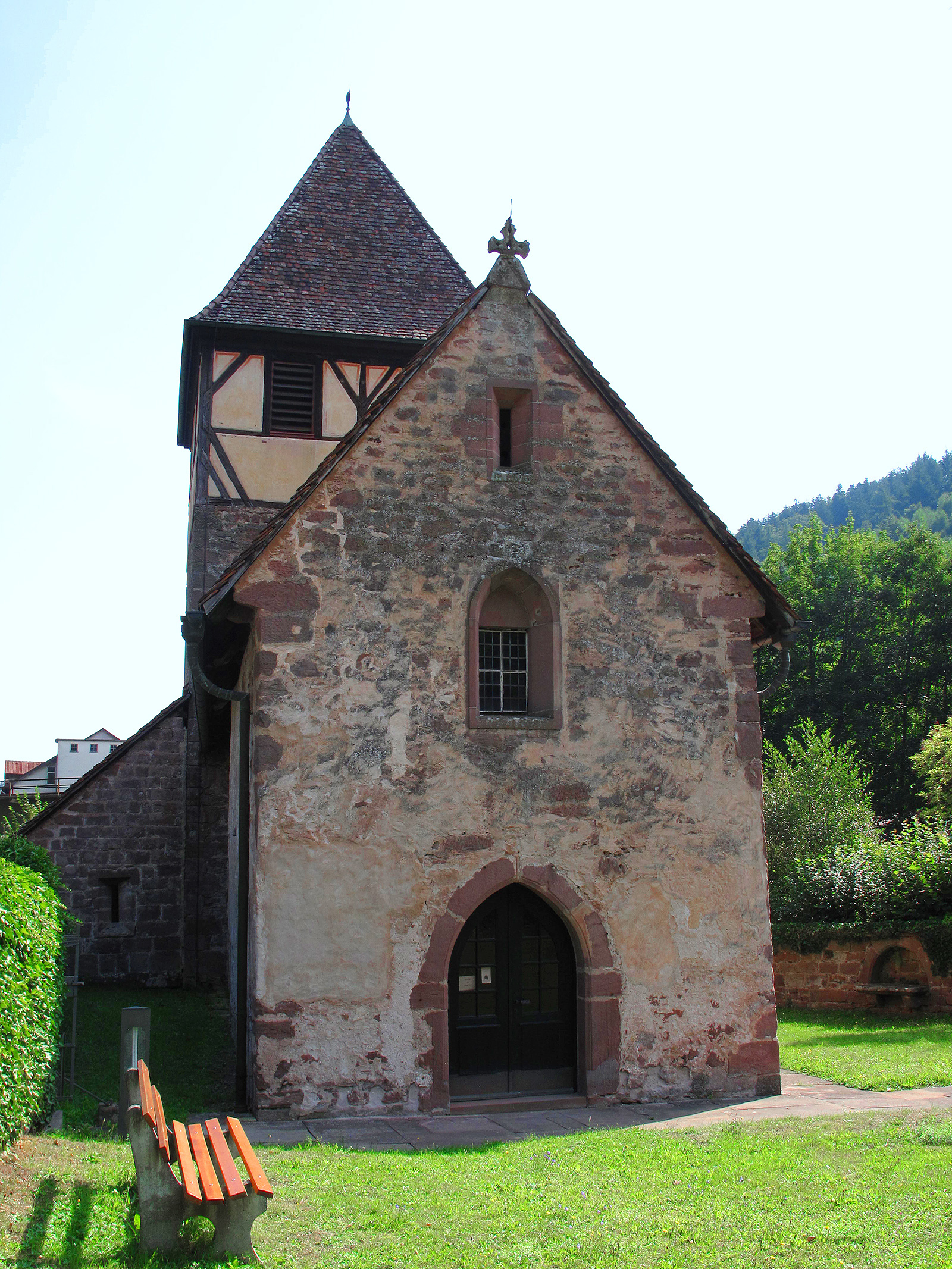
Ansicht von Westen
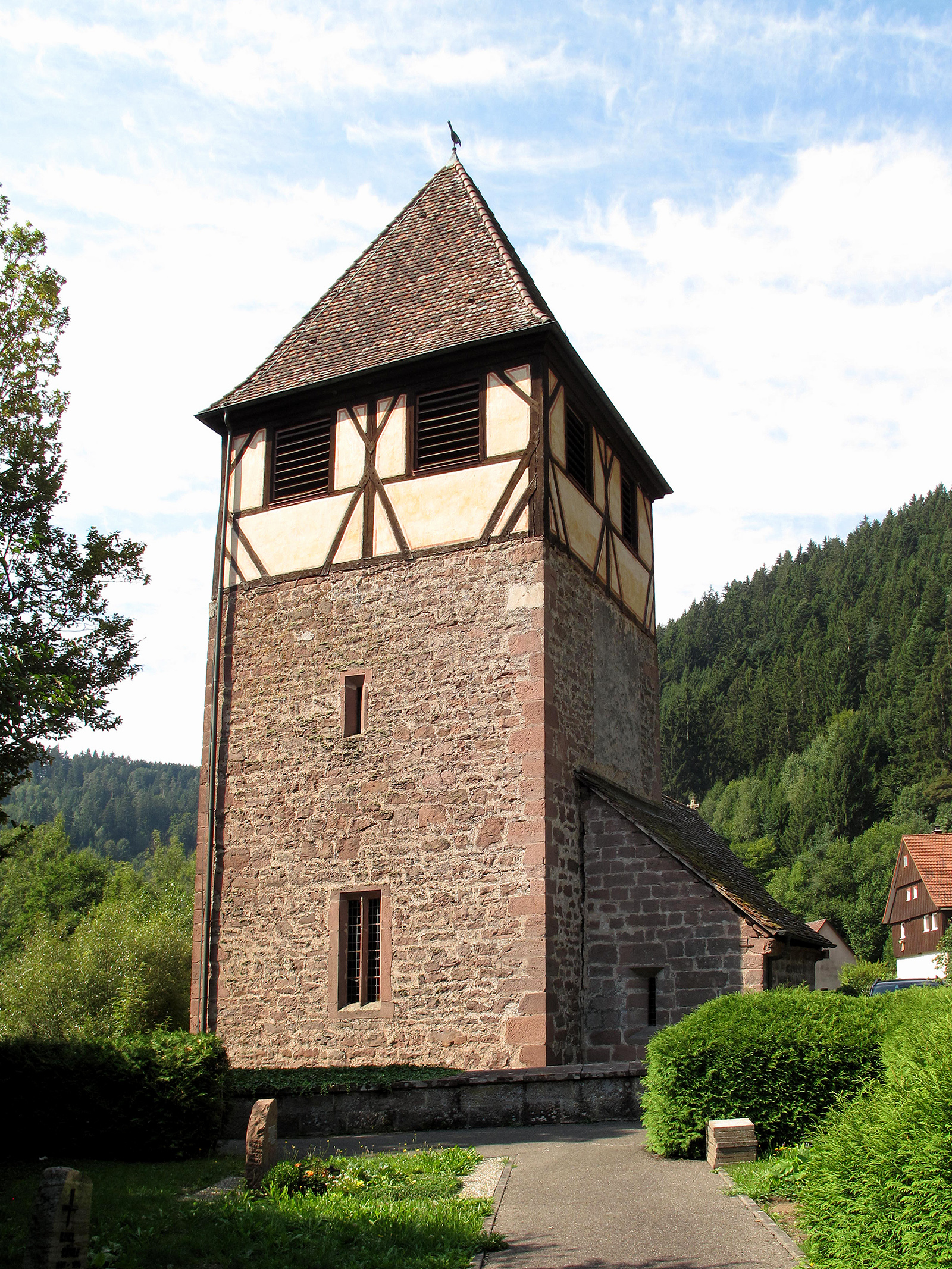
Ansicht von Osten
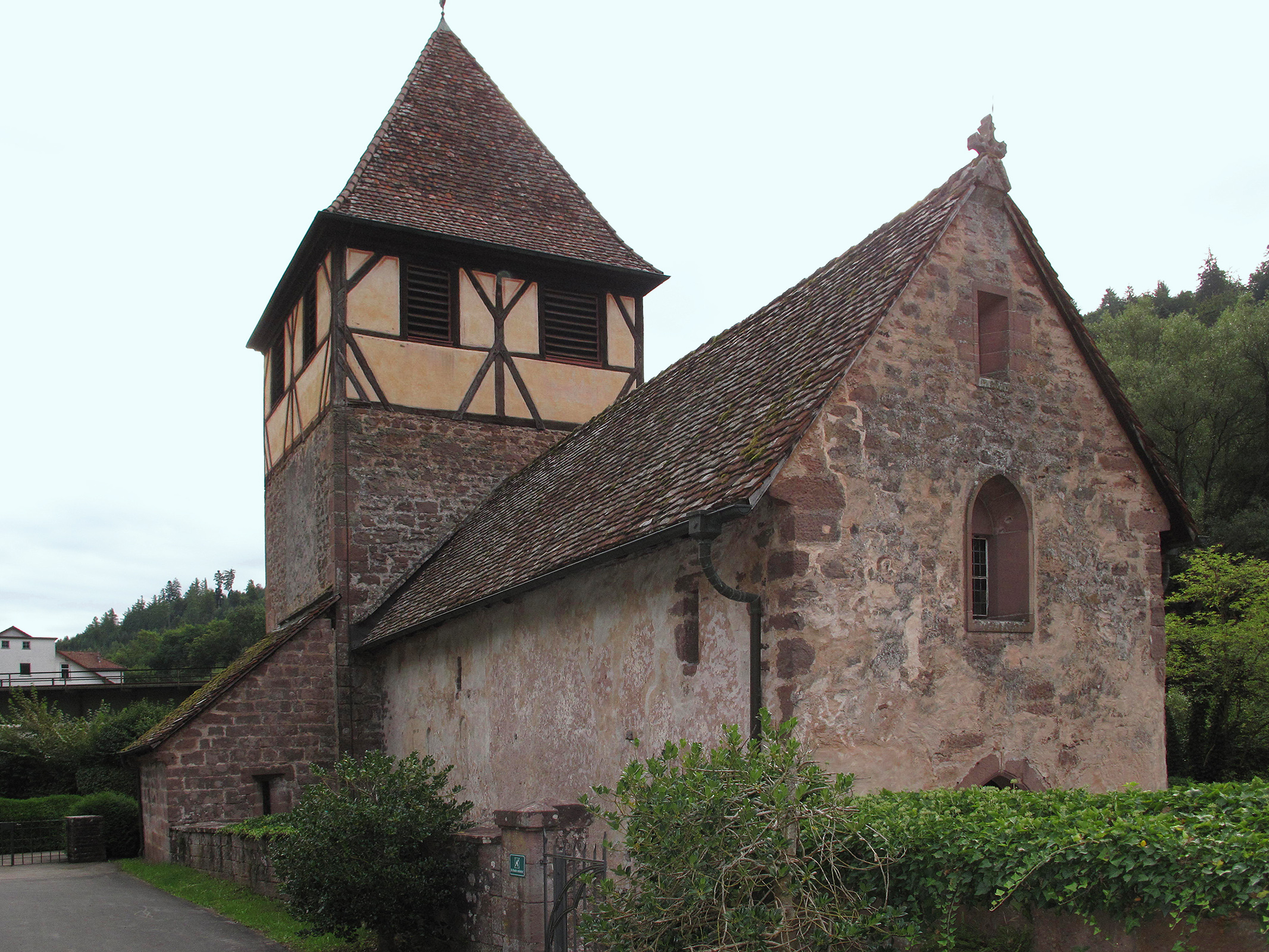
Ansicht von Nordwesten
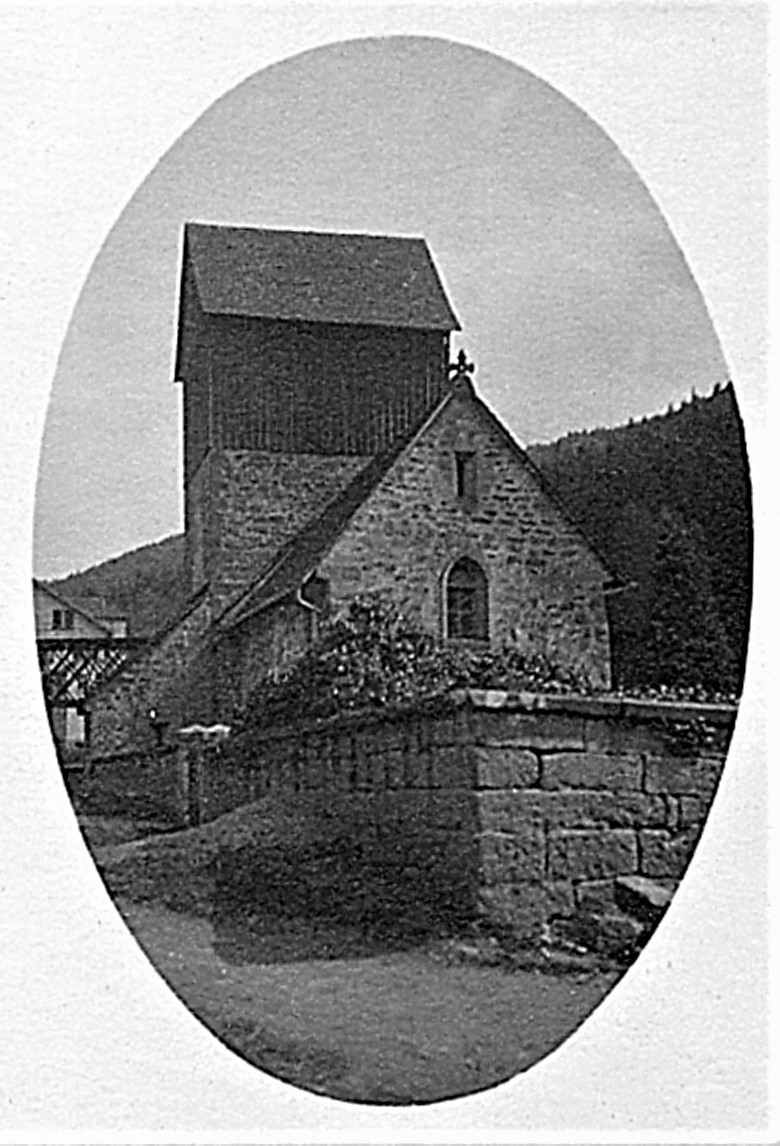
Ansicht von Nordwesten im Jahr 1926, noch mit alter Turmgestalt (Satteldach) und alter Eisenbahn-Gitterbrücke
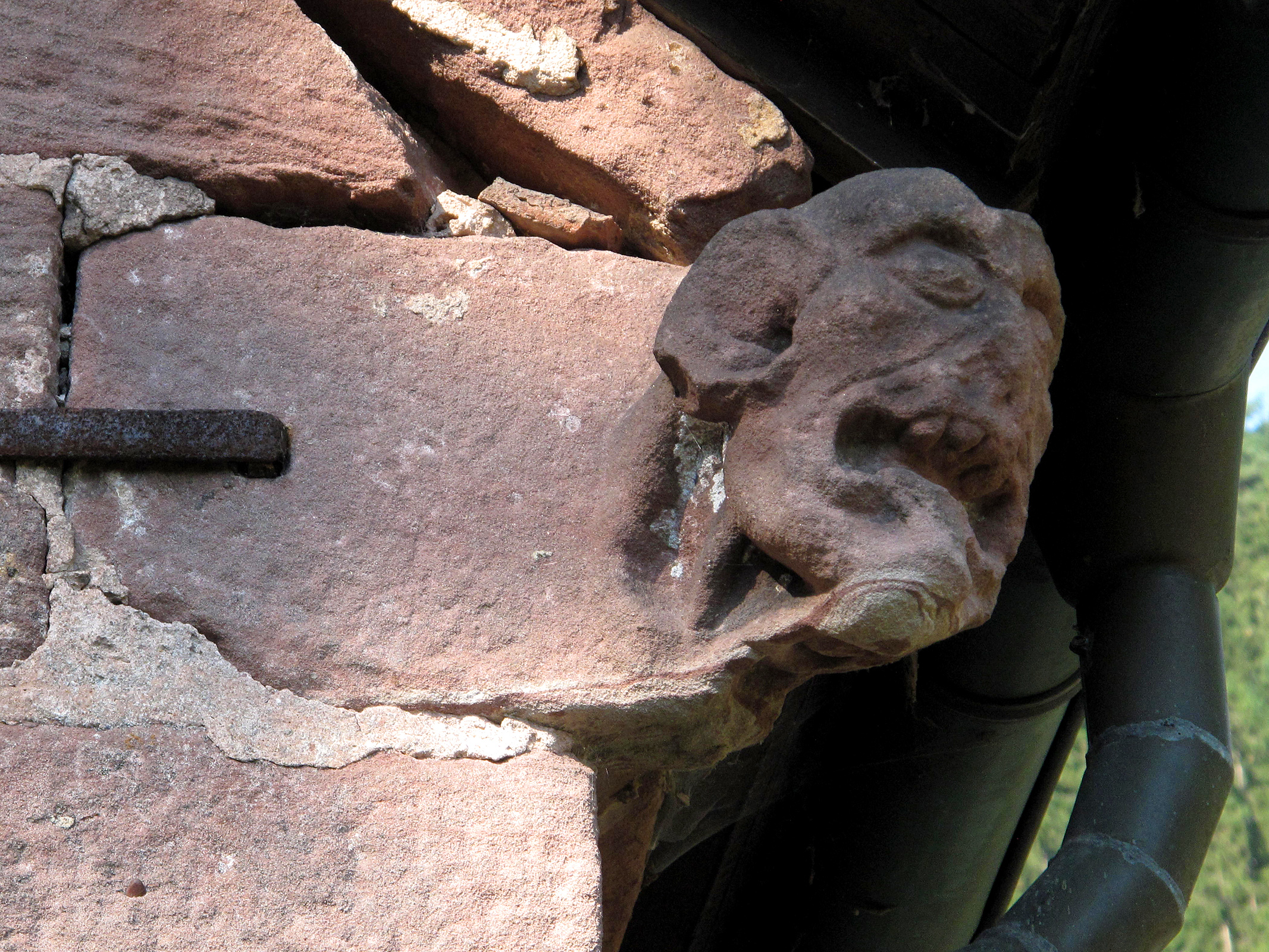
Nordseite, Neidkopf an der Sakristei
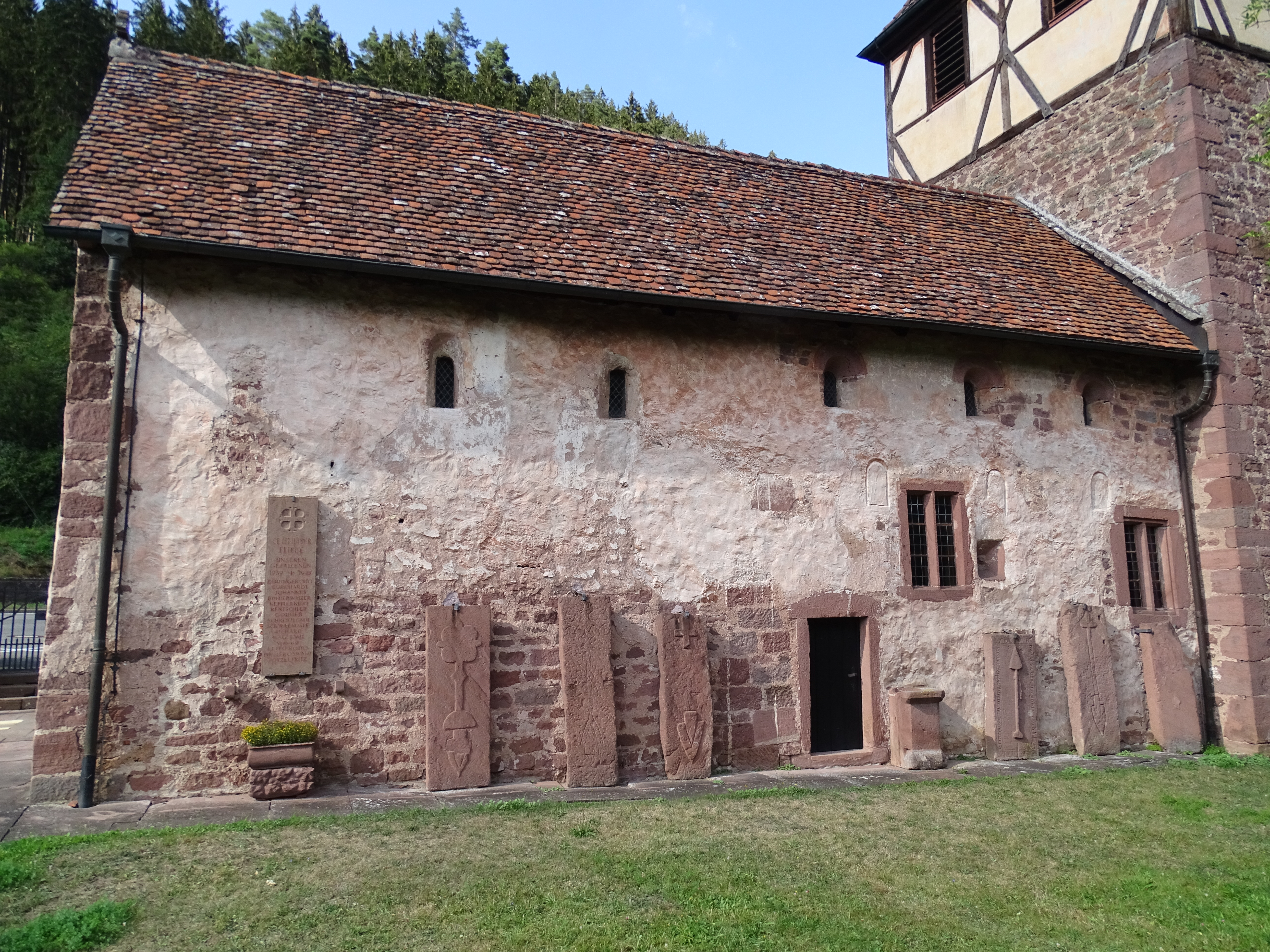
Südliche Traufseite des Langhauses mit romanischen Fenstern

## Kirchenschiff

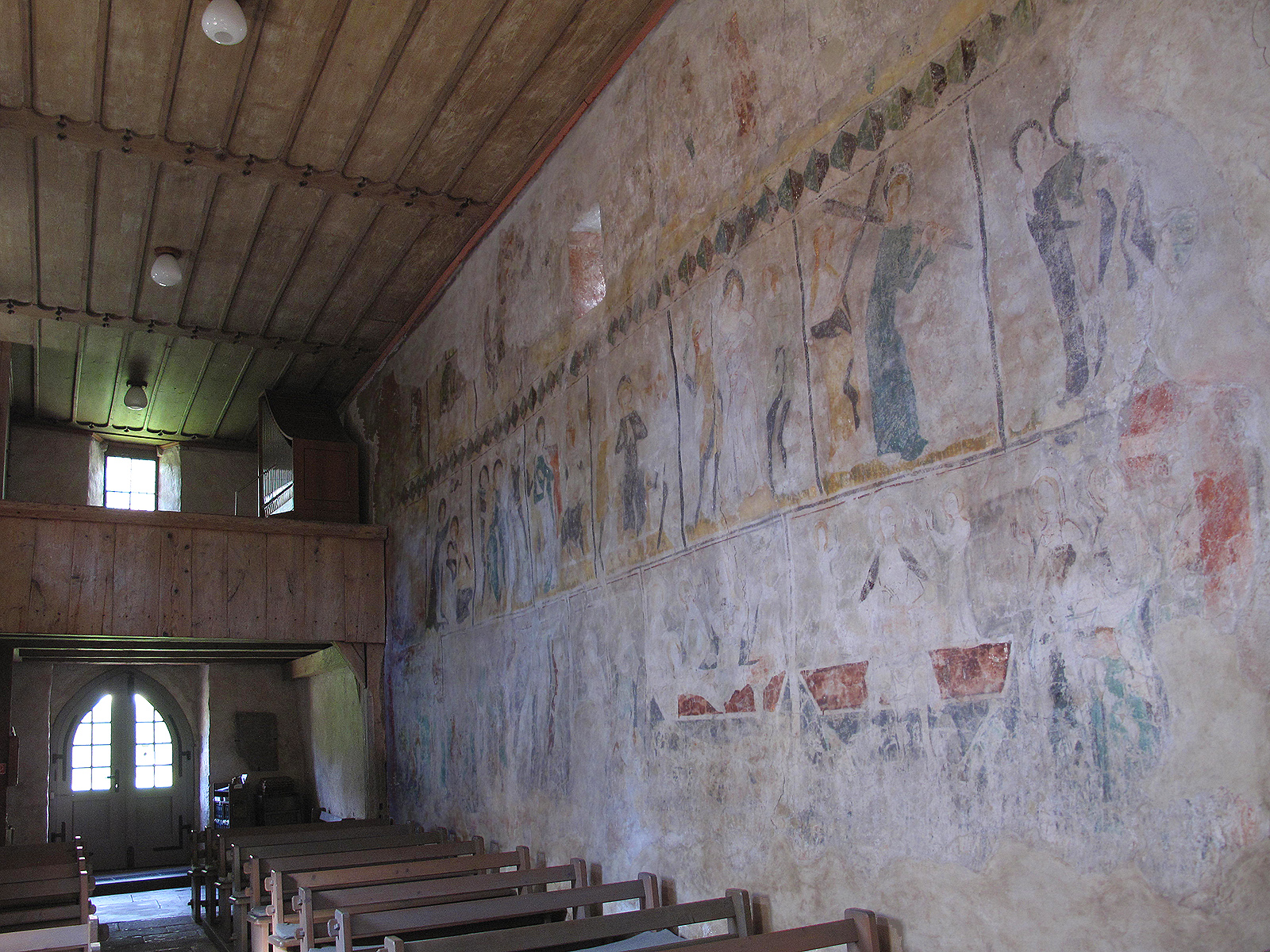
Kirchenschiff, Ansicht von Ost nach West

Wie schon die Außenseiten wurde auch das Innere der St.-Candidus-Kirche im Lauf der Jahrhunderte erweitert und mehrfach verändert.

### Wandgemälde
Im Kirchenschiff entstanden die al-secco-Wandmalereien in der Mitte des 14. Jahrhunderts, der Chorraum wurde im beginnenden 15. Jahrhundert ausgemalt. Seit der Reformation waren sie übertüncht, 1840 wurden sie erstmals freigelegt und restauriert. Besonders eindrucksvoll ist der dreireihige Bilderzyklus an der Nordwand. „In Kentheim gab es 24 bis 27 Szenen aus dem Leben Jesu. Soweit diese noch zu erkennen sind, kann man Folgendes feststellen: Obere Reihe: ‚Verkündigung‘. Mittlere Reihe ‚Christus in Gethsemane‘, ‚Verrat durch Judas‘, ‚Christus vor Pilatus‘, ‚die Dornenkrönung‘, ‚Geißelung‘, ‚die Kreuztragung‘, ‚zwei Frauen (Weiteres nicht zu sehen)‘. Untere Reihe: ‚Kopf Christi und eine zweite Person‘, ‚Christus am Kreuz‘, ‚die Kreuzabnahme‘, ‚die Grablegung‘, ‚die Auferstehung‘.“ Von der Bemalung der Südseite ist nur noch ein Rest sichtbar.

## Chorraum
Erst bei der Verlängerung der Kirche wurde der Chorraum durch eine Wand mit gotisch geformter Bogenöffnung abgeteilt. „Die Wandgemälde im Chor sind künstlerisch weniger bedeutsam, doch geben sie uns durch religiöse Vorstellungen, die ihnen zugrunde liegen, eine unmittelbare Anschauung von dem christlichen Weltbild der Menschen des späten Mittelalters.“

### Deckengemälde
„Christus als Weltenrichter thronend auf zwei Regenbogen, zwei Schwerter […] gehen aus seinem Munde, an den Händen zeigen sich die Wundmale Um ihn strahlt ein Sternenhimmel mit den vier Evangelistensymbolen.“

### Wandgemälde
An der Ostseite sind über dem Fenster: „Kain und Abel opfern Gott ihre Gaben. […]“
An der Westwand über dem Chorbogen: „Maria und der Verkündigungsengel. […]“
An allen Wänden und an den Fensterleibungen: „Wundertaten und der Opfertod von Heiligen […] oder Märtyrerinnen als Einzelgestalten abgebildet: Georg, Candidus, Margareta, Barbara, Katharina (?)“
(Alle Angaben und Zitate zu den Wand- und Deckengemälden sind der Broschüre von Karl Greiner, Siegfried Greiner entnommen)

### Sonstige Ausstattung
Der Altar im Chorraum stammt aus der Zeit der Erweiterung der Kirche. In der damaligen Pfarrei waren in Kentheim mehrere Priester beschäftigt und jeder hatte täglich seine Messe zu lesen. Dazu dienten auch die beiden Nebenaltäre vor dem Chorbogen. Der Taufstein unter dem Südfenster stammt schon aus der romanischen Anfangszeit.
Gegenüber dem Zugang zur Sakristei ist eine weitere Grabsteinplatte befestigt: „Im Jahre des Herrn 1501 starb Herr Michel Klenck, Pfarrer in Zafelstein, dessen Seele in Frieden ruhen möge.“ (Die Inschrift ist ins Deutsche übersetzt.)

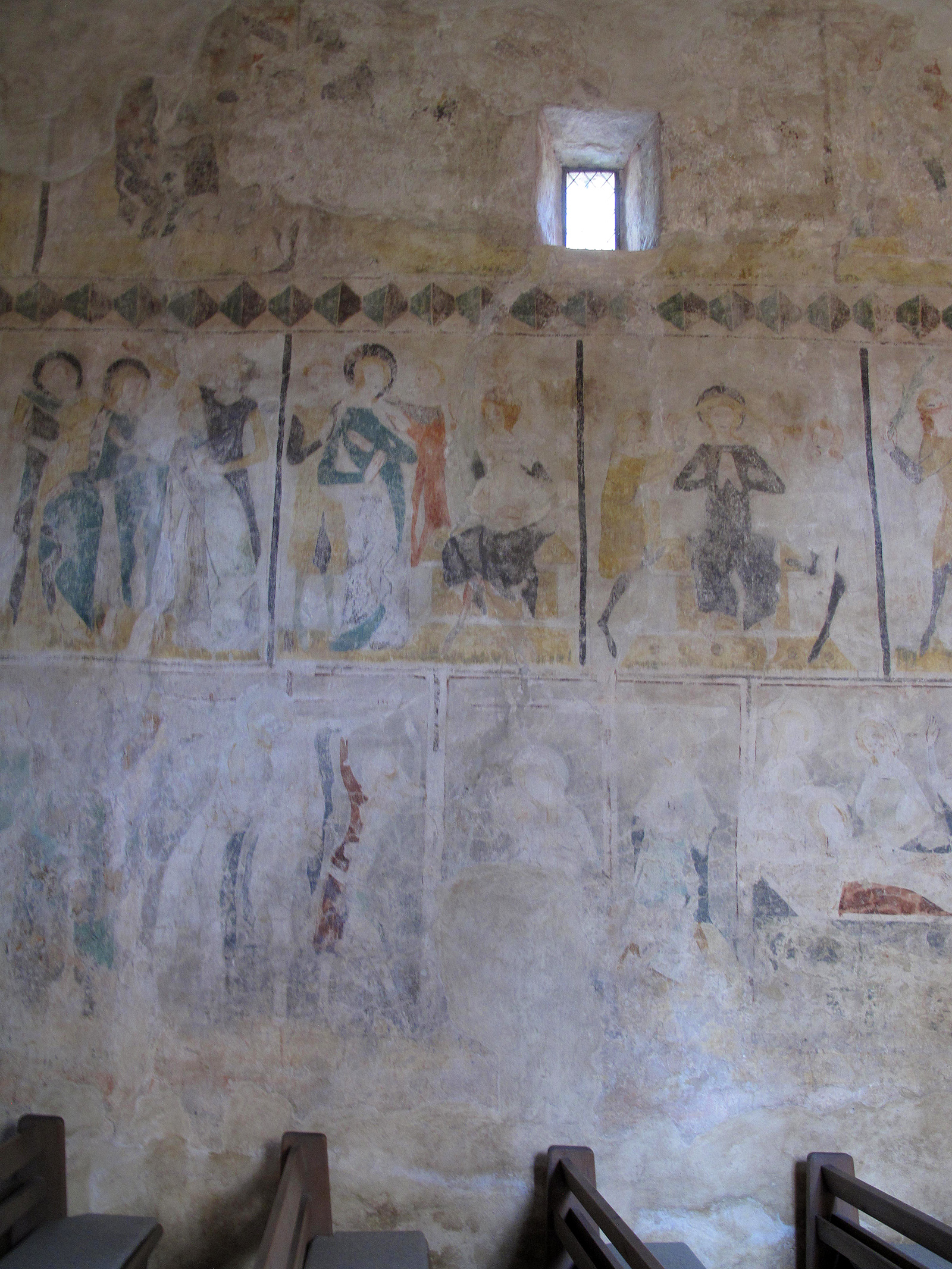
Kirchenschiff Nordwand
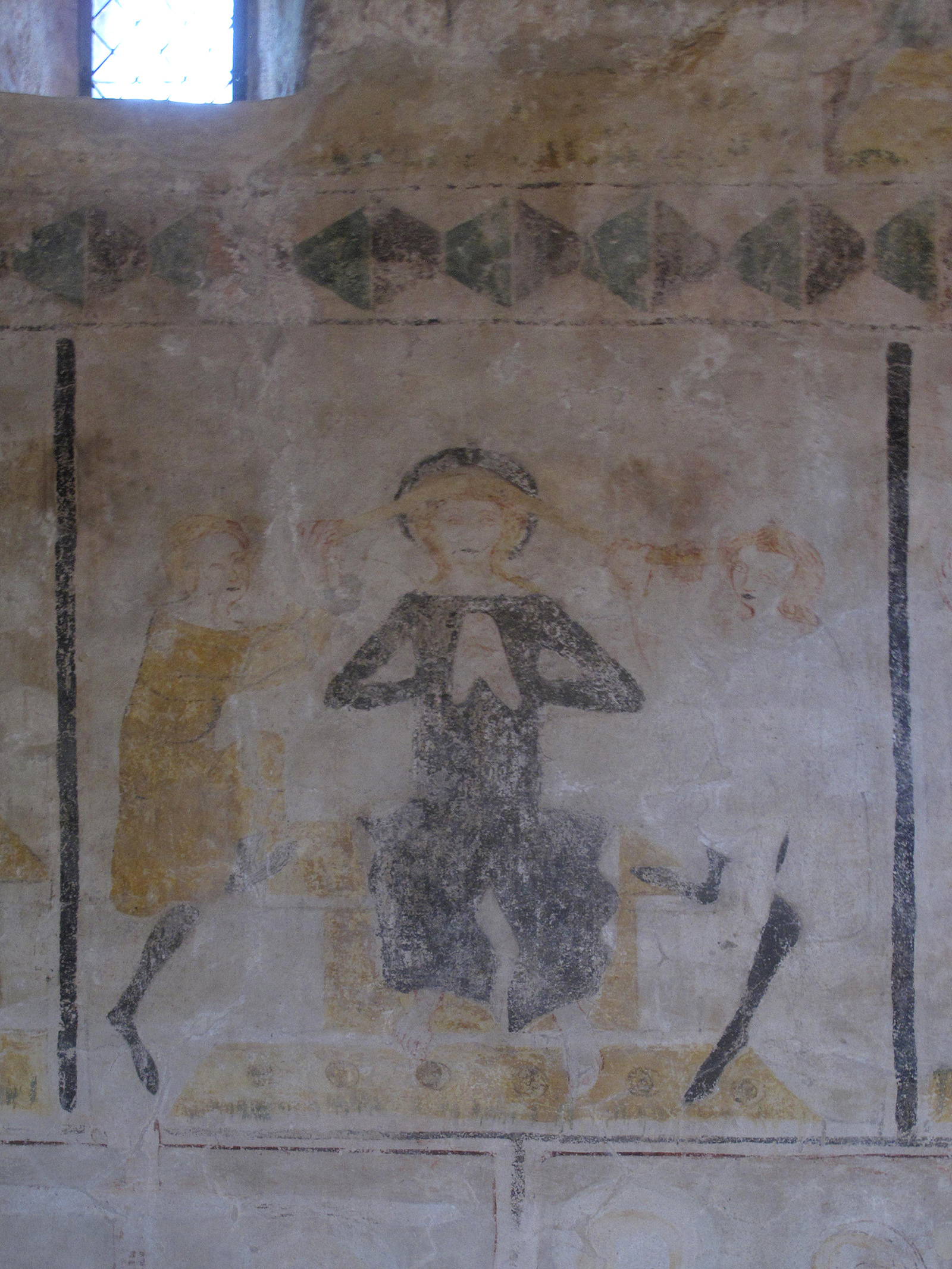
Kirchenschiff Nordwand
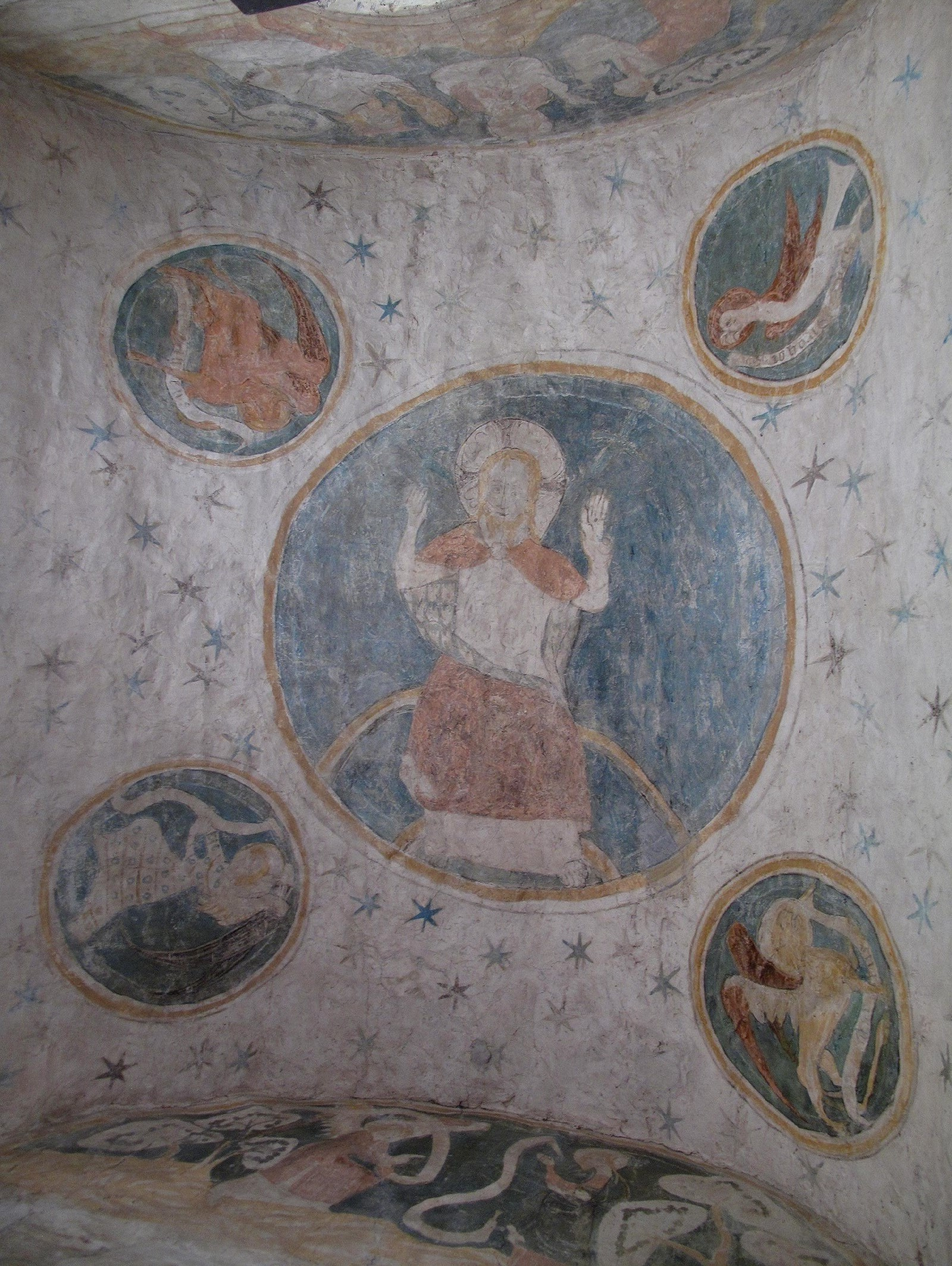
Gewölbedecke im Chorraum
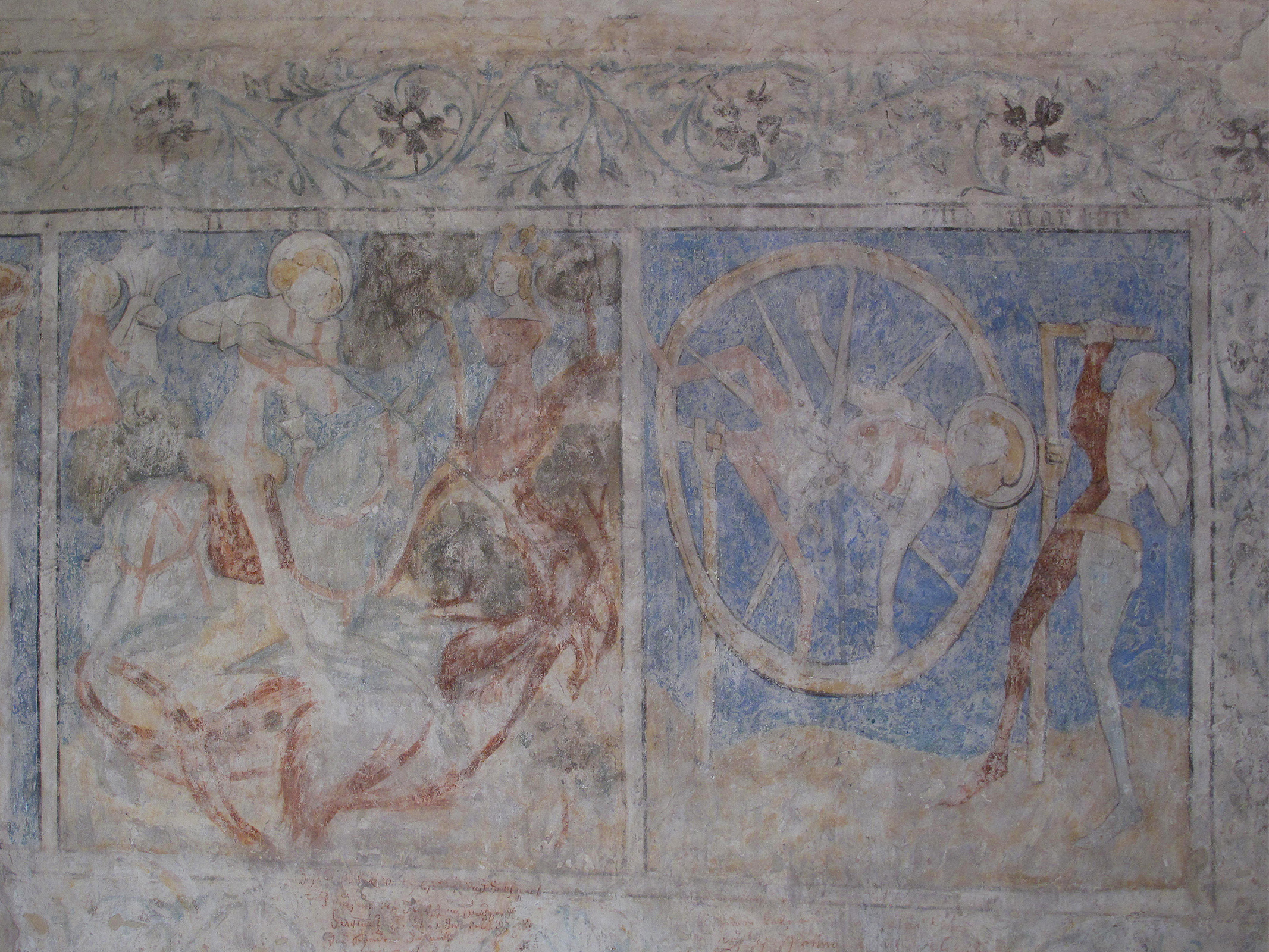
Wandgemälde im Chorraum
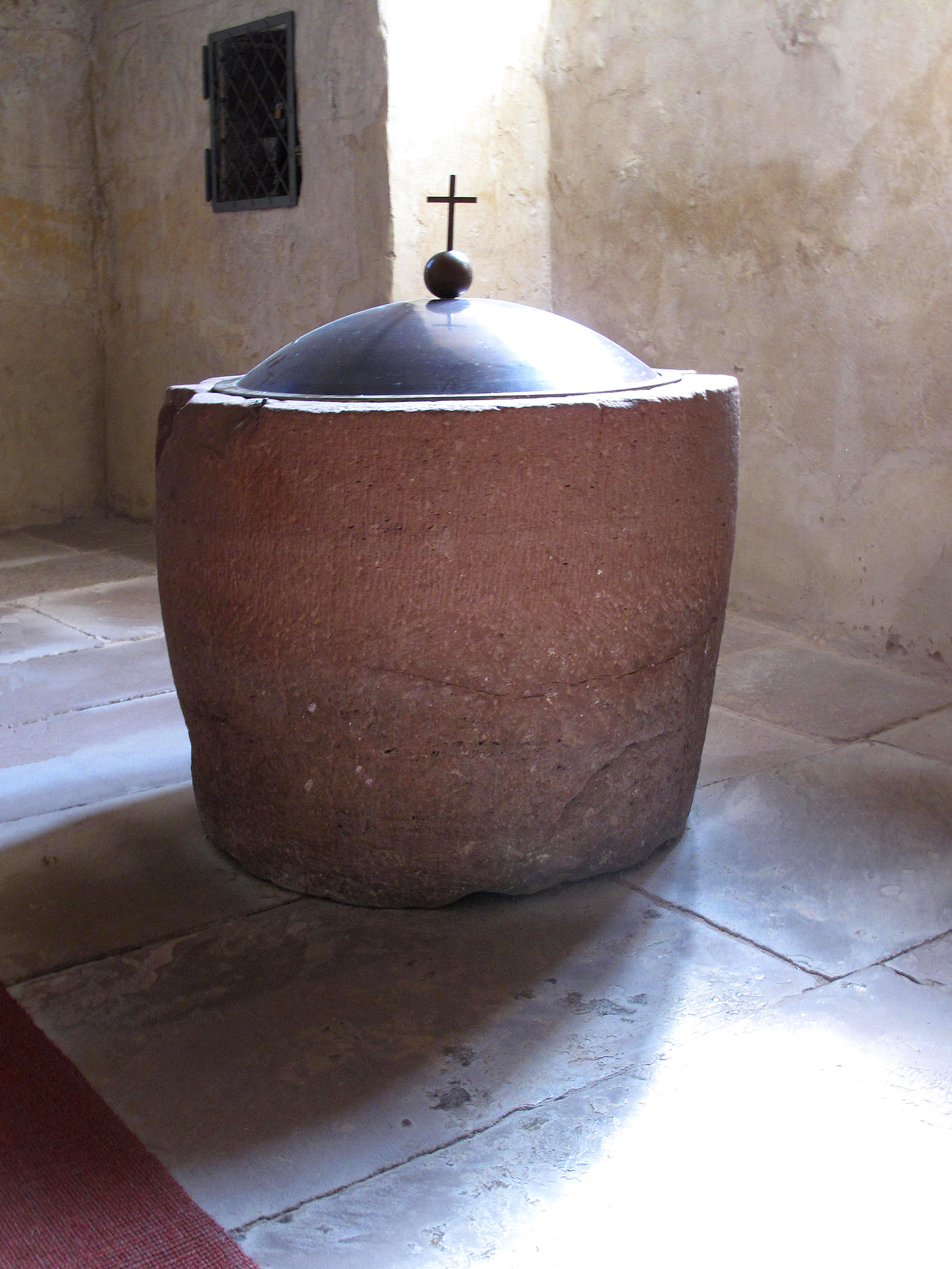
Romanischer Taufstein im Chorraum
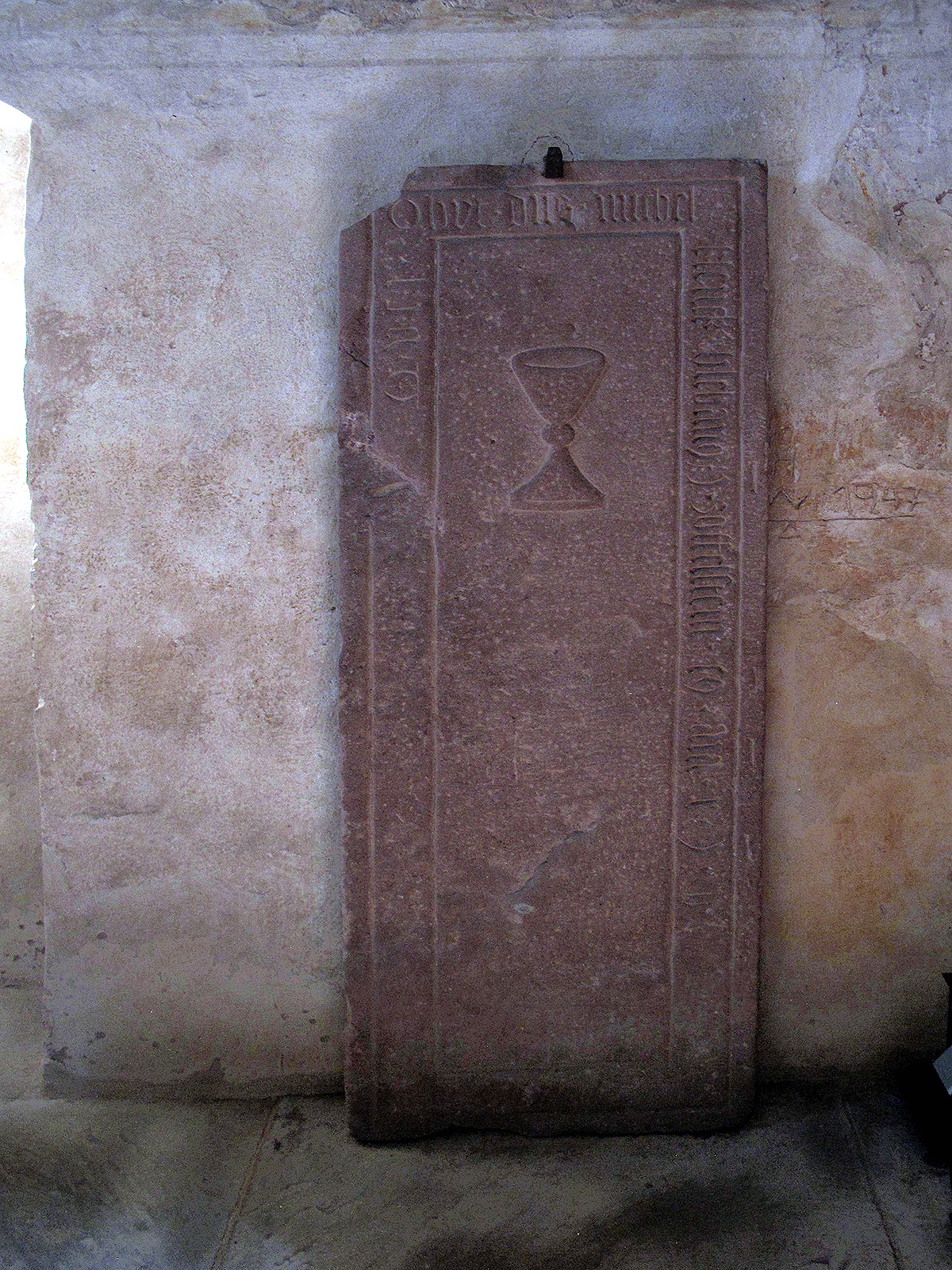
Grabstein im Chorraum

## Instandsetzungen
Nach der Freilegung der Wandmalereien 1840 wurden sie 1890 erstmals restauriert.
Nachdem sich in der Außenwand Risse und Spalten gebildet hatten, erfolgten 1956 Grabungen unter dem Fundament der Kirche. Dabei wurden unterschiedliche Höhen des Mauerwerks im Ost- und Westteil festgestellt und dass das Mauerwerk aus zwei recht dünnen Schalen und einer Auffüllung ohne ordentlichen Verband oder einem Bindemittel bestand. Wegen der Erdfeuchtigkeit und dem eingedrungenen Niederschlagswasser war der Einsturz von Wandteilen zu befürchten. Durch Spritzkanäle führte der Restaurator ein aus Kalk, Zement, Sand und Wasser hergestelltes Bindemittel in das Mauerwerk ein. Danach erfolgte die Instandsetzung der Wandmalereien. Auf ein Ergänzen der Malerei wurde verzichtet.
Bei den Grabungen wurde auch festgestellt, dass die Langhauswände bis zu einer Tiefe von 1,20 Metern verputzt und teilweise farbig behandelt waren.
Nach mehreren Hochwassern musste die Kirche 1990 und 1999 erneut restauriert werden.